# Emilio Solari (ammiraglio)
Emilio Solari (Genova, 3 aprile 1864 – Roma, 29 novembre 1954) è stato un militare e politico italiano.